# Критерий Карно
Крите́рий Карно́ — теорема евклидовой геометрии. Названа в честь Лазара Карно.

## Формулировка
Пусть дан треугольник АВС и точки А1, В1, С1 на плоскости. 
Тогда перпендикуляры, опущенные из А1, В1, С1 на BC, АС, AВ соответственно, пересекаются в одной точке тогда и только тогда, когда {\displaystyle A_{1}B^{2}-A_{1}C^{2}+B_{1}C^{2}-B_{1}A^{2}+C_{1}A^{2}-C_{1}B^{2}=0}.

## Следствие
- Перпендикуляры, опущенные из А1, В1, С1 на BC, АС, AВ соответственно, пересекаются в одной точке тогда и только тогда, когда перпендикуляры, опущенные из А, В, С на В1С1, А1С1, A1B1 соответственно, пересекаются в одной точке.